# سر قلعة (زاز الشرقي)
سر قلعة (بالإنجليزية: Sar Qaleh, Zaz-e Sharqi)‏ هي منطقة سكنية تقع في إيران في قسم زاز الشرقي الریفي. يقدر عدد سكانها بـ 60 نسمة .